# Chantico
Chantico är en gudinna inom aztekisk mytologi. Hon var beskyddaren av hemmets härd och som sådan eldens gudinna.